# 飛龍猛將
《飛龍猛將》是1988年上映的一部香港動作電影，由洪金寶執導，成龍、洪金寶和元彪主演，為該年的賀歲片。本片入圍第8屆香港電影金像獎最佳武術指導提名。
本片是成龍、洪金寶和元彪迄今為止最後一部三人合作演出的電影。

## 劇情簡介
律師約翰（成龍 飾）受聘於一間以化學原料廠偽裝的毒品工廠，負責收購附近的一個漁場，約翰透過經紀飛洪（洪金寶 飾）進行游說，從而結識漁場主人的表妹美玲（楊寶玲 飾），正當收購完成前，飛洪發現了化學原料廠製毒的秘密而被捉，使約翰亦陷於危難。

## 演員表

### 主要角色
| 演 員  | 角 色  | 粵語配音 | 備 註                                                                                           |
| 成龍   | 龍約翰 | 鄧榮銾   | JACKIE 事務律師 為人自私薄倖 黃飛洪和董德彪之好友 追求溫美玲，後為女友 華心武之代表律師，後反目 |
| 洪金寶 | 黃飛洪 | 林保全   | 阿飛 黑市軍火商人，曾經是賣武 龍約翰之好友 董德彪之冤家，後和好 追求葉小姐，後為女友            |
| 元彪   | 董德彪 | 朱子聰   | 阿彪 神偷 龍約翰之好友 黃飛洪之冤家，後和好 片尾妒忌龍約翰和黃飛洪因得到女友後重色輕友          |
| 楊寶玲 | 溫美玲 | 盧素娟   | 阿玲 水質檢測專家 龍約翰之女友                                                                  |
| 葉德嫻 | 葉小姐 | 葉德嫻   | 漁場主人 溫美玲之表姊 黃飛洪之女友                                                              |
| 元華   | 華心武 | 金貴     | 華老闆、華老大 華氏化工之老闆 表面上正當商人實為犯罪組織主腦，在工廠中暗地𥚃製造毒品            |

### 其他角色
| 演 員         | 角 色  | 粵語配音 | 備 註 |
| 郭錦恩        |        | 雷碧娜   | 龍約翰之助手 喜歡龍約翰，事事為他著想打點，甚至出面保釋打架的龍約翰，但龍約翰連句感謝都沒有只是把她當下人使喚。最後龍約翰在法庭告白溫小姐後看破龍自私本性憤怒離去 |
| 沈威          |        | 楊捷康   | 事務律師 龍約翰之拍檔 |
| 胡楓          |        | 胡楓     | 事務律師 葉小姐之代表律師 |
| 喬宏          |        | 喬宏     | 法官 龍約翰之好友，在法庭上多次暗地裏幫助 |
| 成奎安        | 毛事成 | 陳永信   | 被告 被指控強姦 |
| 王玉環        |        | 龍寶鈿   | 原告人 指控被毛事成強姦 |
| 馮淬帆        | 毛醫生 |          | 心理醫生 （戲份被刪除） |
| 田俊          | 老 馮  | 楊捷康   | 被華心武手下殺害 |
| 羅烈          |        | 楊捷康   | 華心武之對頭人 |
| 林威          |        |          | 羅烈之手下 |
| 狄威          |        | 賈鳳悟   | 羅烈之手下 |
| 馮克安        |        |          | 羅烈之手下 |
| 太保          |        | 陳永信   | 郵輪上的服務員，實為羅烈之手下，引其手足登船襲擊龍約翰 |
| 賓尼·尤奎德茲 |        | 陳永信   | 華心武之手下 毒品研究員 武功極強，先後打敗黃飛洪和董德彪，最後被龍約翰打敗                                                                                        |
| 高飛          |        | 陳永信   | 華心武之手下 |
| 周比利        |        | 陳永信   | 華心武之手下 |
| 李家鼎        |        |          | 華心武之手下 |
| 陳龍          |        |          | 華心武之手下 |
| 江龍          |        | 張炳強   | 省港旗兵，自稱革命戰士 因與黃飛洪交易軍火失敗而引起爭執，卻被黃飛洪痛打一頓                                                                                       |
| 陳敬          |        | 陳永信   | 省港旗兵，自稱革命戰士 因與黃飛洪交易軍火失敗而引起爭執，卻被黃飛洪痛打一頓                                                                                       |
| 史美儀        |        |          | |

## 電影歌曲

### 主題曲
| 歌名     | 演唱者       | 作曲   | 填詞 |
| 〈纏綿〉 | 成龍、梅艷芳 | 黎小田 | 黃霑 |

## 獎項
| 年份 | 頒獎典禮            | 獎項         | 獲提名         | 結果 |
| ---- | ------------------- | ------------ | -------------- | ---- |
| 1989 | 第8屆香港電影金像獎 | 最佳武術指導 | 洪家班、成家班 | 提名 |
| 1989 | 第8屆香港電影金像獎 | 十大華語片   |                | 獲獎 |

## 拍攝場地(部分)
- 屯門新平街7號吉田大廈第一期和第二期

## 外部連結
- 香港影庫上《飛龍猛將》的資料（繁體中文）
- 開眼電影網上《飛龍猛將》的資料（繁體中文）
- 豆瓣电影上《飛龍猛將》的資料 （简体中文）
- 时光网上《飛龍猛將》的資料（简体中文）
- AllMovie上《飛龍猛將》的资料（英文）
- 爛番茄上《飛龍猛將》的資料（英文）
- 互联网电影数据库（IMDb）上《飛龍猛將》的资料（英文）